# 조르지뇨 뤼터
조르지뇨 뤼터 (Georginio Rutter, 2002년 4월 20일 ~ )는 프랑스의 축구 선수이며, 브라이턴 & 호브 앨비언 FC에서 공격수로 뛰고 있다.